# Jessica Tiebel
Jessica Tiebel (* 24. November 1998 in Dippoldiswalde) ist eine ehemalige deutsche Rennrodlerin.

## Werdegang
Jessica Tiebel lebt in Geising und startete für den RRC Altenberg, wo sie von Uwe Günther trainiert wurde. Sie begann 2005 mit dem Rodelsport und besuchte seit der fünften Klasse das Glück-Auf-Gymnasium Altenberg, die Eliteschule des Sports in Altenberg. Nach ihrem Abitur nahm sie ein Physikstudium an der Technischen Universität Dresden auf.

### Anfänge
Jessica Tiebel erreichte schon im Jugend- und Juniorinnenbereich überaus große Erfolge. Im Weltcup der Juniorinnen belegte sie in der Saison 2013/14 den zweiten Rang und musste sich einzig ihrer Teamkollegin Angelique Fleischer geschlagen geben. Bei den Junioren-Europameisterschaften in Sigulda wurde sie 2014 Fünfte. Ab der folgenden Saison gewann sie nahezu alles, was in ihrer Altersklasse im Rennrodeln zu gewinnen war. 2014/15, 2015/16 sowie 2016/17 gewann die die Gesamtwertung des Weltcups der Juniorinnen. Bei den Juniorinnen-Europameisterschaften 2015, 2016 und 2017 gewann sie zudem die Titel, 2018 zusätzlich mit der deutschen Mannschaft. Auch bei den Junioren-Weltmeisterschaften gewann sie 2015 und 2017 die Titel, 2017 gewann sie zudem mit der Mannschaft die Silbermedaille hinter dem russischen Team.

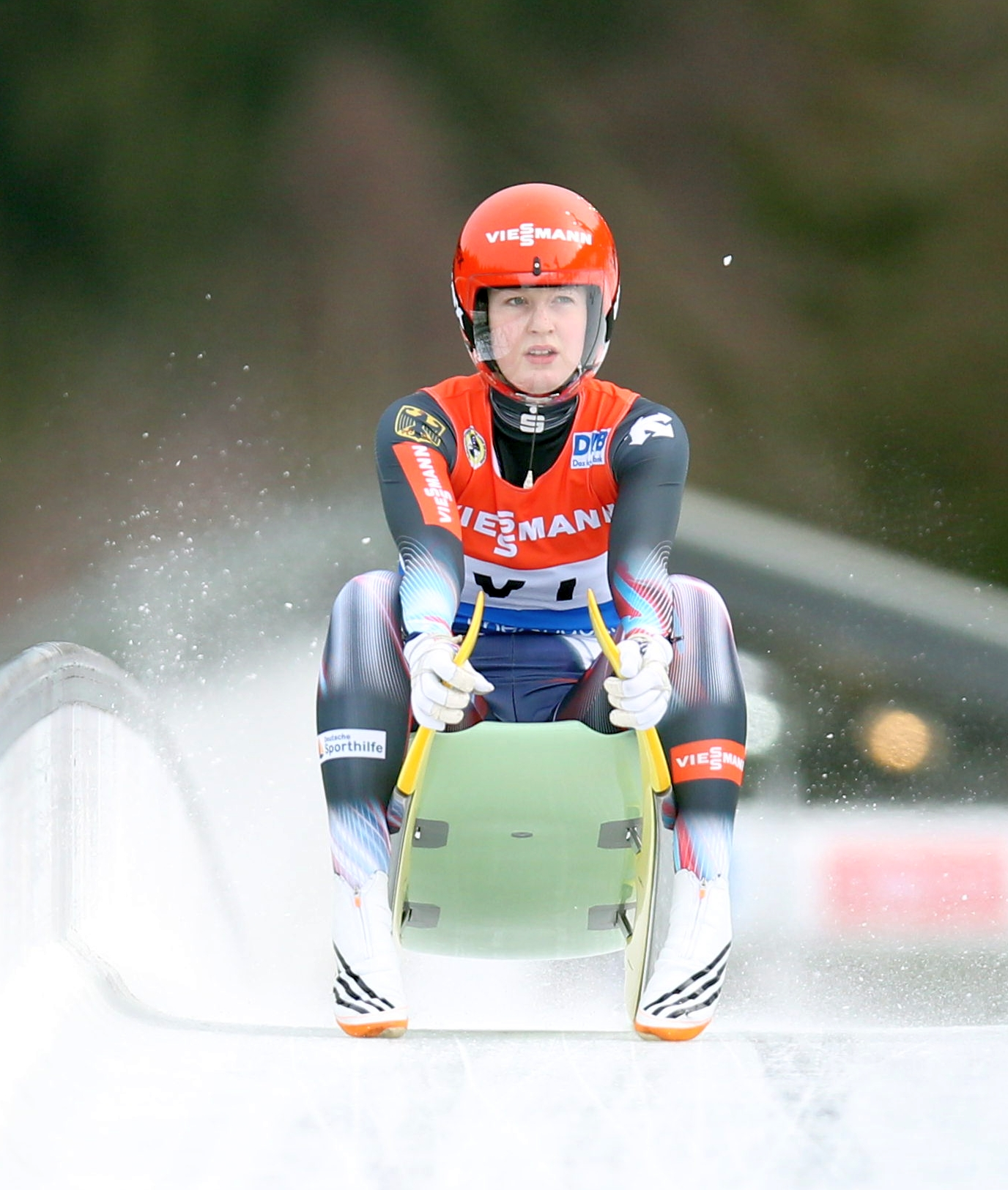
Tiebel beim Zieleinlauf ihres ersten Nationencup-Rennens 2017 in Altenberg

Auch erfolgreich verliefen die Olympischen Jugend-Winterspiele 2016 in Lillehammer, wo Tiebel sich knapp der Kanadierin Brooke Apshkrum geschlagen geben musste und Silber gewann. Gold gewann sie an der Seite von Paul-Lukas Heider, Hannes Orlamünder und Paul Gubitz im Teamwettbewerb. 2017 gewann sie auch den Titel bei den Deutschen A-Jugendmeisterschaften. Auch 2018 setzte sie ihre Erfolgsserie fort. Im heimischen Altenberg gewann sie auf ihrer Hausbahn sowohl den Titel im Einzelrennen der Rennrodel-Juniorenweltmeisterschaften 2018, als auch an der Seite von Max Langenhan und dem Doppel Orlamünder/Gubitz im Teamwettbewerb. Schon zuvor musste sie sich bei den Junioreneuropameisterschaften einzig ihrer Mannschaftskameradin Cheyenne Rosenthal geschlagen geben. Ihren Titel im Junioren-Weltcup konnte Tiebel nicht verteidigen, weil sie zeitweise in das Weltcup-Team der Frauen aufrückte. Zuvor hatte sie alle Saisonrennen gewonnen.
Bei den Deutschen Meisterschaften im Rennrodeln 2016 am Königssee verpasste Tiebel als Viertplatzierte noch knapp gegenüber Lisa Völker eine erste nationale Medaille bei den Frauen, 2017 musste sie sich auf ihrer Altenberger Heimbahn nur noch Natalie Geisenberger geschlagen geben und wurde Deutsche Vizemeisterin.

### Erste Weltcup-Einsätze
Bei den Frauen kam Tiebel international erstmals beim Nationencup in Altenberg in der Saison 2016/17 zum Einsatz und wurde Vierte. Für die Saison 2017/18 war sie erste Nachrückerin für das deutsche Weltcup-Team der Frauen. Wenn keine Rennen im Juniorinnen-Weltcup gefahren wurden, kam sie im Nationencup zum Einsatz, in dem sich einerseits die schwächeren Fahrerinnen für den Weltcup qualifizieren mussten, zum anderen aber auch in Ermangelung einer unterklassigen internationalen Rennserie im Rennrodeln Nachwuchsfahrerinnen antraten, die sich nicht für den Weltcup qualifizieren konnten, aber im Rahmen des Nationencups in die Wertung kamen. Zum Saisonauftakt in Innsbruck musste sie sich hier nur der Italienerin Andrea Vötter geschlagen geben und wurde Zweite. Einzig beim folgenden Rennen in Winterberg schwächelte Tiebel etwas und wurde nur 14. Die drei folgenden Rennen in Altenberg, am Königssee sowie in Oberhof gewann sie. Nachdem Tatjana Hüfner wegen einer Erkrankung am Königssee ausgefallen war, war es zugleich die Qualifikation für das Weltcuprennen, in dem sie überraschend sofort einen Podiumsplatz belegen konnte, hinter Natalie Geisenberger und Dajana Eitberger Dritte wurde und dabei nahezu die komplette Weltelite einschließlich zu der Zeit amtierender oder ehemaliger Welt- und Europameisterinnen wie Martina Kocher, Erin Hamlin oder Tatjana Iwanowa hinter sich ließ. Auch in Oberhof lag sie nach dem ersten Lauf auf dem vierten Rang hinter den drei anderen deutschen Fahrerinnen, fiel aber nach einem weniger gelungenen zweiten Lauf auf den neunten Rang zurück.
Zur Saison 2019/20 rückte sie zusammen mit Anna Berreiter und Cheyenne Rosenthal in das deutsche Weltcupteam auf, in dem nach dem Karriereende von Tatjana Hüfner sowie der schwangerschaftsbedingten Pause von Natalie Geisenberger und Dajana Eitberger, drei Plätze freigeworden waren. Beim Weltcupauftakt in Innsbruck-Igls fuhr sie zeitgleich mit Julia Taubitz auf Rang 3 im Weltcuprennen der Frauen, nachdem sie im vorangegangene Nationencup Siebte geworden war. Es folgte durchwachsene Saisonrennen, bei denen Tiebel in Lake Placid auf Rang 9 und 14 (Sprint), in Whistler auf Rang 5 und 8 (Sprint) fuhr. Auf ihrer Heimbahn in Altenberg gelang ihm zu Beginn des Jahres 2020 ein 12. Platz und bei den Europameisterschaften auf der Bob- und Rennschlittenbahn Hunderfossen in Lillehammer folgte ein 10. Platz, ehe sie bei schwierigen Bahnverhältnissen in Sigulda nur auf Rang 22 fahren konnte und damit die Qualifikation des Sprintweltcuprennens verpasste. Im Anschluss entschied Bundestrainer Norbert Loch, Tiebel für den Weltcup in Oberhof und die Weltmeisterschaften in Sotschi aus dem deutschen Aufgebot zu nehmen und ihr eine Pause zu ermöglichen. Tiebel hatte zuvor gegenüber dem Trainerteam über Motivationsprobleme und Versagensängste geklagt. Für die folgenden Rennen in Winterberg und Königssee kehrte Tiebel, trotz gegenteiliger Ankündigung, nicht in das deutsche Aufgebot zurück. Während ihr Platz in Winterberg unbesetzt blieb, übernahm diesen am Königssee ihre Vereinskollegin Jessica Degenhardt, die damit ihr Weltcupdebüt gab.
Ende Januar 2020 beendete Tiebel mit 21 Jahren ihre Karriere. Als Grund gab sie einen Mangel an Motivation an. In einem Interview bezeichnete sie die Zeit nach ihrer ersten Weltcup-Podestplatzierung mit 19 Jahren als die „schlimmste Zeit ihrer Karriere“. Nach ihrer Karriere plane sie sich auf ihr Physikstudium in Dresden zu konzentrieren und könne sich eine Rückkehr zum Rodelsport nicht mehr vorstellen.

## Auszeichnungen
Für ihre Erfolge im Jugendbereich wurde Tiebel mehrfach ausgezeichnet, darunter als Top Ten Juniorsportler des Jahres 2015 der Deutschen Sporthilfe. 2015 wurde sie bei der Wahl zu den Eliteschülern des Sports Zweitplatzierte hinter dem Bahnrad-Team Pauline Grabosch/Emma Hinze und Fünfte beim Piotr-Nurowski-Preis.

## Erfolge
Olympische Jugend-Winterspiele
- Lillehammer 2016: 1. Team, 2. Einzel

Juniorenweltmeisterschaften

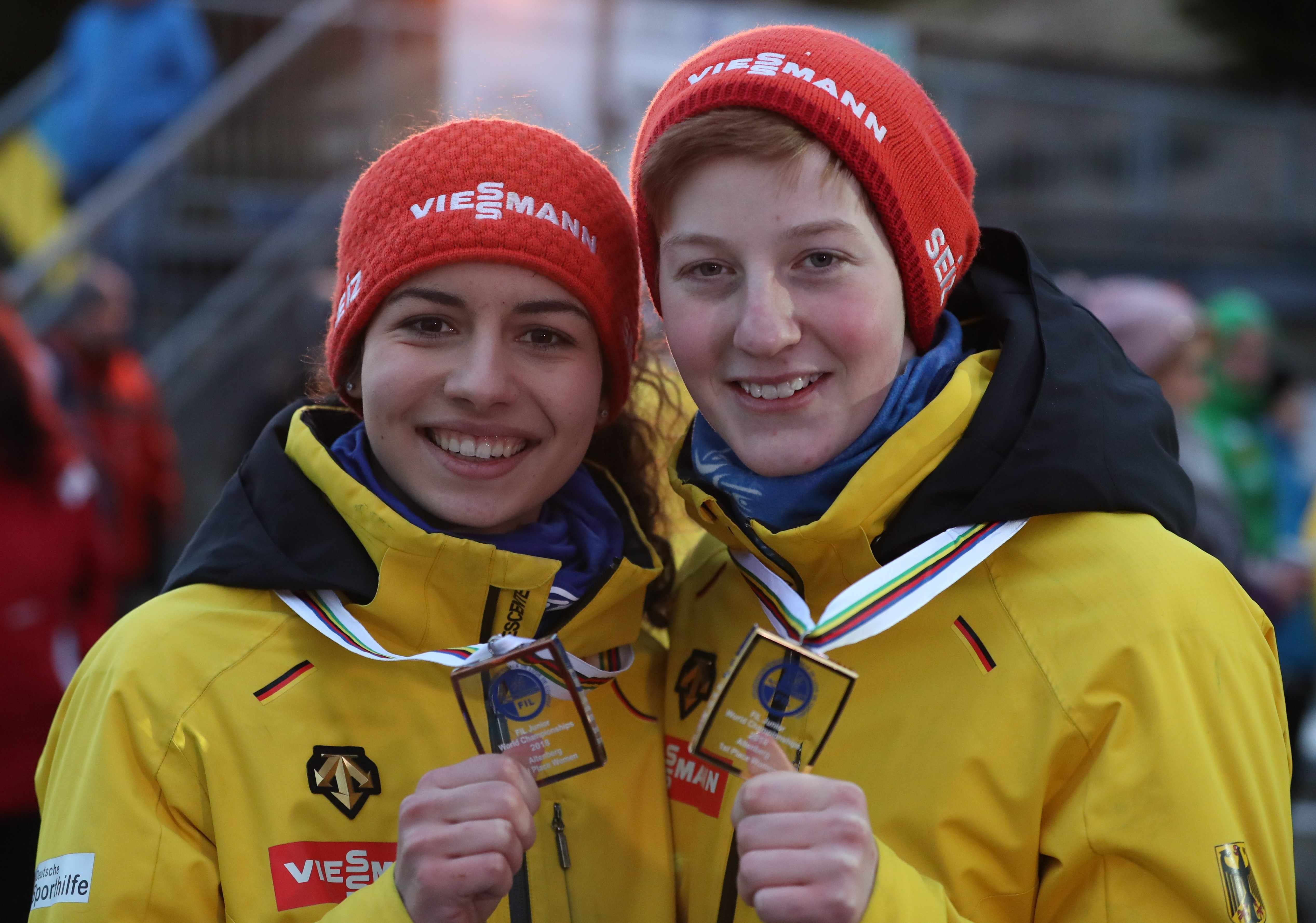
Jessica Tiebel (re.) zusammen mit Jessica Degenhardt nach der Siegerehrung der Rennrodel-Juniorenweltmeisterschaften 2018 in Altenberg

- Lillehammer 2015: 1. Einzel, 5. Team
- Sigulda 2017: 1. Einzel, 2. Team
- Altenberg 2018: 1. Einzel, 1. Team

Junioreneuropameisterschaften
- Oberhof 2015: 1. Einzel, 5. Team
- Altenberg 2016: 1. Einzel, 1. Team
- Oberhof 2017: 1. Einzel, 1. Team
- Sigulda 2018: 2. Einzel

Weltcup
| Saison  | Rang | Punkte | INS | WIN | WIN-Sp | ALT | CAL    | LAP | LAP-Sp | KOE | OBE    | LIL | LIL-Sp | SIG | SIG-Sp |
| ------- | ---- | ------ | --- | --- | ------ | --- | ------ | --- | ------ | --- | ------ | --- | ------ | --- | ------ |
| 2017/18 | 29.  | 109    | 00– | 00– | 00–    | 00– | 00–    | 00– | 00–    | 070 | 039    | 00– | 00–    | 00– | 00–    |
|         |      |        | INS | LAP | LAP-Sp | WHI | WHI-Sp | ALT | LIL    | SIG | SIG-Sp | OBE | WIN    | KOE |        |
| 2019/20 | 15.  | 318    | 070 | 036 | 028    | 055 | 042    | 032 | 036    | 019 | 00–    | 00– | 00–    | 00– |        |

Deutsche Meisterschaften
- Königssee 2016: 4. Einzel, 5. Staffel
- Altenberg 2017: 2. Einzel, 2. Staffel
- Winterberg 2018: 5. Einzel
- Oberhof 2019: 3. Einzel, 2. Staffel